# Olette
Olette (en catalán: Oleta) es una localidad  y comuna francesa, situada en el departamento de Pirineos Orientales en la región de Languedoc-Rosellón y comarca histórica del Conflent. Ostenta el sello de calidad de Les plus beaux villages de France
A sus habitantes se les conoce por el gentilicio de olettois en francés o oletí, oletina en catalán.

## Demografía
| 616 | 680 | 544 | 532 | 447 | 345 |
| Para los censos de 1962 a 1999 la población legal corresponde a la población sin duplicidades (Fuente: INSEE [Consultar]) |     |     |     |     |     |